# Miller’s Girl

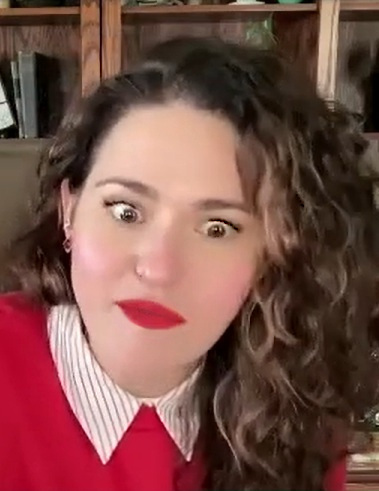
Autor/Regisseur Jade Halley Bartlett (2024)

Miller’s Girl ist ein US-amerikanischer Spielfilm aus dem Jahr 2024 von Regisseurin und Drehbuchautorin Jade Halley Bartlett. In den Hauptrollen spielen Jenna Ortega und Martin Freeman.

## Handlung
Die 18-jährige Schülerin Cairo Sweet ist sehr belesen, in ihrer Klasse ist sie die Beste. Von ihrem Lehrer Jonathan Miller erhält sie eine Sonderaufgabe, sie soll eine Kurzgeschichte im Stil ihrer Lieblingsautoren schreiben.
Miller fühlt sich von Cairo angezogen. Zwischen den beiden entwickelt sich eine intellektuelle Beziehung, doch als ein Streit aufgrund der von Jonathan als unpassend bezeichnete Kurzgeschichte aus dem Ruder läuft, entwickelt sich ihre Beziehung zu einem emotionalen Katz-und-Maus-Spiel zwischen Lehrer und Schülerin.

## Besetzung und Synchronisation
Die deutschsprachige Synchronisation übernahm die TaunusFilm Synchron. Dialogregie führte Rainer Martens, das Dialogbuch schrieb Manja Condrus.
| Rolle                     | Darsteller         | Synchronsprecher     |
| ------------------------- | ------------------ | -------------------- |
| Jonathan „Jon“ Miller     | Martin Freeman     | Manuel Straube       |
| Cairo Sweet               | Jenna Ortega       | Magdalena Montasser  |
| Beatrice June Harker      | Dagmara Dominczyk  | Gundi Eberhard       |
| Boris Fillmore            | Bashir Salahuddin  | Dennis Schmidt-Foß   |
| Elliot                    | Augustine Hargrave | Arne Stephan         |
| Schulleiterin Joyce Manor | Christine Adams    | Katrin Zimmermann    |
| Winnie Black              | Gideon Adlon       | Zalina Sanchez Decke |

## Produktion und Hintergrund
Der Film wurde von Good Universe, Point Grey Pictures Inc. und Lionsgate Films produziert, Produzenten waren Josh Fagen, Evan Goldberg, Seth Rogen, Mary-Margaret Kunze sowie James Weaver. Den Vertrieb übernahm in Deutschland Studiocanal. Als Executive Producer fungierte unter anderem Martin Freeman.
Dreharbeiten fanden im September 2022 in Cartersville im US-Bundesstaat Georgia statt. Die Kamera führte Daniel Brothers, die Montage verantwortete Vanara Taing. Das Set-Design gestaltete Cheyenne Ford und das Kostümdesign Lauren Bott.
Das Drehbuch von Jade Halley Bartlett wurde 2016 in die Black List der unverfilmten Drehbücher Hollywoods aufgenommen, die Rechte dafür wurden vom Produktionsunternehmen Point Grey Pictures von Seth Rogen und Evan Goldberg erworben, die unter anderem The Interview (2014) gemeinsam geschrieben, inszeniert und produziert hatten. Bartlett verfilmte ihr eigenes Drehbuch und gab damit ihr Regiedebüt.

## Veröffentlichung
Premiere des Psychothrillers war am 11. Januar 2024 am Palm Springs International Film Festival, der Kinostart war in den USA am 26. Januar 2024.
In Deutschland kam der Film am 14. März 2024 in die Kinos. Die Veröffentlichung auf Blu-ray erfolgte am 20. Juni 2024. Der Film wurde am 29. Oktober 2024 ins Angebot von Amazon Prime Video aufgenommen.

## Musik
- The Ghost of Lovell Hill – Elyssa Samsel[15]
- There’s a Blessing – Johnny Copeland
- Something’s Wrong Baby – Little Melvin Underwood
- To Love a Man – KellyeAnn Keough
- Lover, You Should’ve Come Over – Nick Boddington
- Mariana Trench – Dwara
- At Seventeen – Janis Ian

## Rezeption
Oliver Armknecht vergab auf film-rezensionen.de fünf von zehn Punkten. Der unschlüssige Film sei weder spannend noch provokativ. Am ehesten könne man sich das noch für die Darstellung eines Machtspiels anschauen.
Patricia Kornfeld bezeichnete den Film auf DerStandard.at als „austauschbare Romanze“, die optisch jede Menge hergebe. Beim Filmset habe man sich merklich angestrengt. Den gleichen Aufwand hätte man bei der Dramaturgie betreiben sollen, denn diese sei so anspruchsvoll wie ein Groschenroman. Die Produktion sei nicht mehr als eine attraktive, aber anspruchslose und vorhersehbare Romanze.
Helena Berg bewertete den Film auf filmstarts.de mit einem von fünf Sternen. Dieser sei trotz zweier guter Stars ein unglaublich kitschiger Film geworden, der auch noch sehr problematische Lebensweisheiten und Botschaften transportiere.